# 旗津風車公園
旗津風車公園是位於台灣高雄市的一座休閒公園，是台灣首座結合觀光、休閒和環保的風力發電設施，佔地七公頃。

## 風力發電
公園內擁有七座風力發動機，每日利用風力發電79千瓦的電力以支持公園內的照明設施。由於公園整體負載容量僅為18.8度，風力發電足以提供大約四小時二十分鐘的照明，供晚間六時至十時間使用。

## 其他設施
旗津風車公園內設有海岸步道和草坪，並擁有兩個可容納千人的演唱會廣場，此外還設有咖啡座等設施。

## 外部連結
- 旗津風車公園 - 高雄旅遊網 （页面存档备份，存于）